# Tiosvavelsyra
Tiosvavelsyra är, precis som svavelsyra, en oxosyra av svavel. Dess salter och estrar kallas tiosulfater.

## Egenskaper
Tiosvavelsyra sönderfaller vid kontakt med vatten. Restprodukterna är svavel, svaveldioxid, svavelväte, svavelsyra eller polytionater beroende på omständigheterna.

## Framställning
Tiosvavelsyra kan framställas av svavelväte (H2S) och svaveltrioxid (SO3) löst i eter. Temperaturen får inte vara högre än −20 °C.
{\displaystyle {\rm {H_{2}S+SO_{3}\rightarrow H_{2}S_{2}O_{3}}}}